# Nani Varnol (stato)
Lo Stato di Nani Varnol (detto anche Stato di Varnoli Nani o Vanta Varnoli) fu uno stato principesco del subcontinente indiano, avente per capitale la città di Varnoli Nani.

## Storia
Lo stato di Nani Varnol era uno stato parte dei Pandu Mehwas, sotto l'Agenzia di Rewa Kantha. Esso venne retto da capi Rajput e comprendeva un singolo villaggio. Su una superficie di 2,58 km2, aveva una popolazione di 74 abitanti (nel 1901) e produceva una rendita annua di 346 rupie (in gran parte dalla terra agricola), di cui 19 venivano pagate allo Stato di Baroda di cui Nani Varnol era tributario.